# CAT Børneteater
CAT Børneteater er et dansk turnerende børneteater. Teateret opstod 2020 i samarbejde mellem det svenske Comedy Art Theatre og Teatret Zeppelin i København under udviklingen af forestillingen Far til Vejrs med Alfons Åberg. Forestillingen er en dansk version af den svenske forestilling Far och Flyg med Alfons Åberg, baseret på Gunilla Bergströms bøger Alfons og hemmelige Svipper, Novra, Alfons Åberg samt Flyv, sagde Alfons Åberg, som har turneret i Sverige siden 2018. Musikken til forestillingen er komponeret af den svenske jazzmusiker Georg Riedel.
Far til Vejrs med Alfons Åberg har siden 2020 spillet på bl.a. Teatret Zeppelin, Teater Nordkraft, Taastrup Teater, Herning Teaterfestival, diverse biblioteker i Danmark samt for det danske mindretal i Sydselsvig i Tyskland.